# Uracentron flaviceps
Uracentron flaviceps là một loài thằn lằn trong họ Tropiduridae. Loài này được Guichenot mô tả khoa học đầu tiên năm 1855.

## Hình ảnh

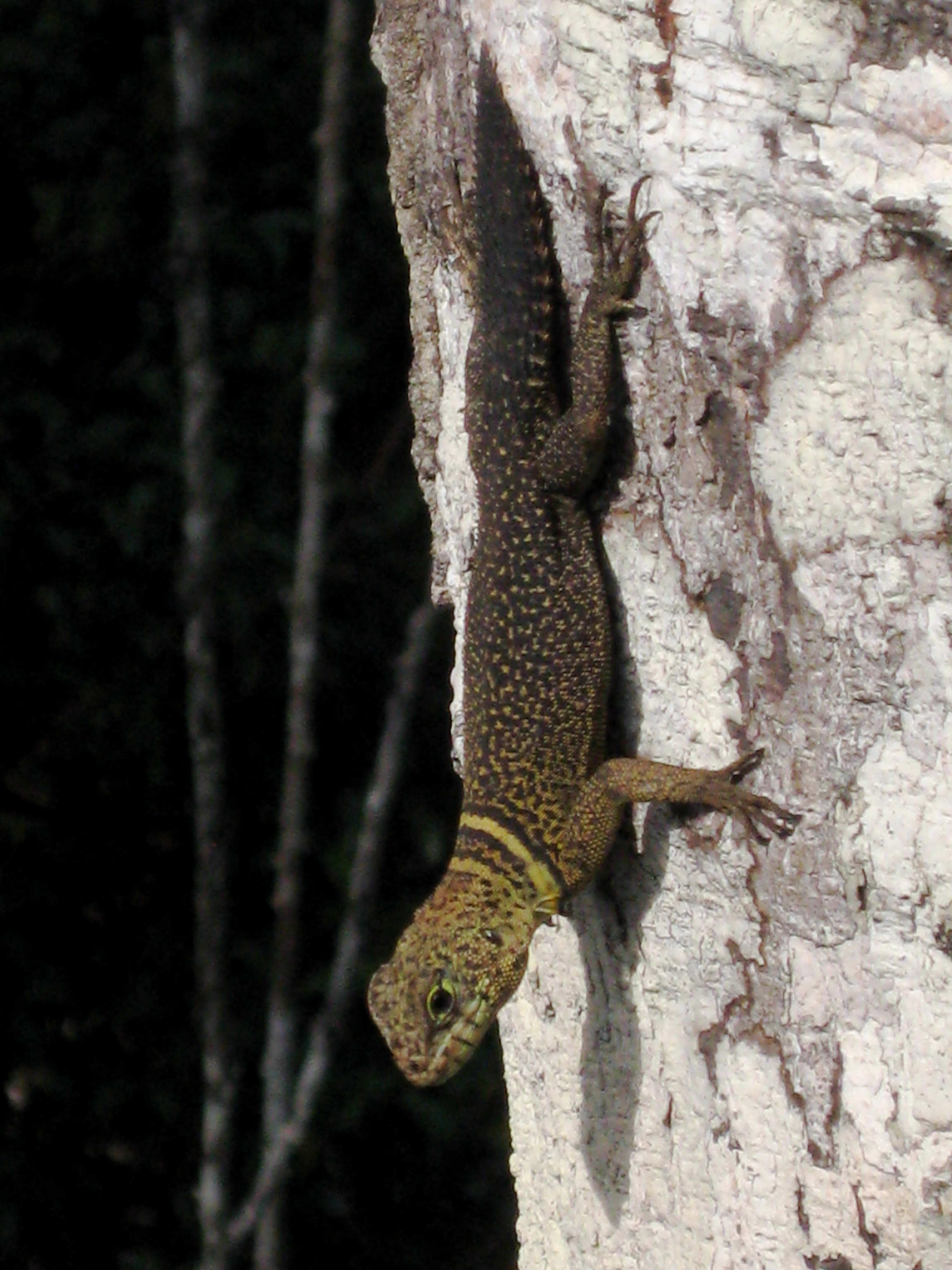
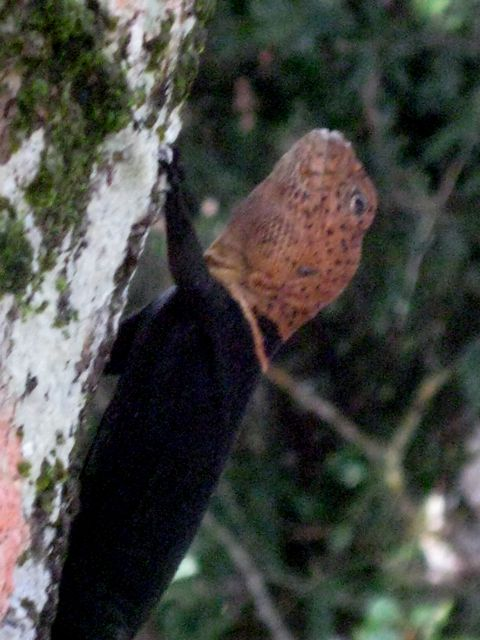
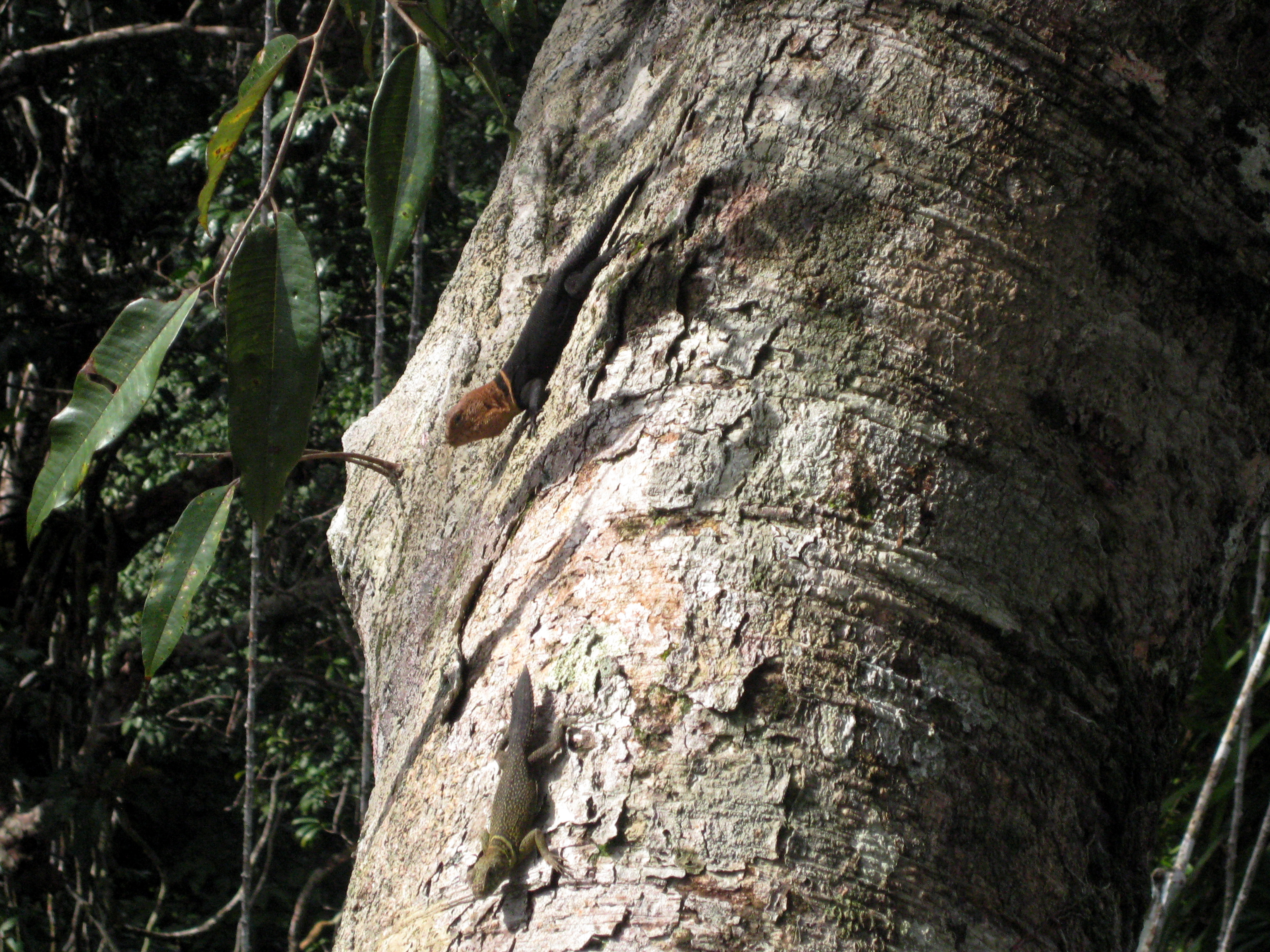
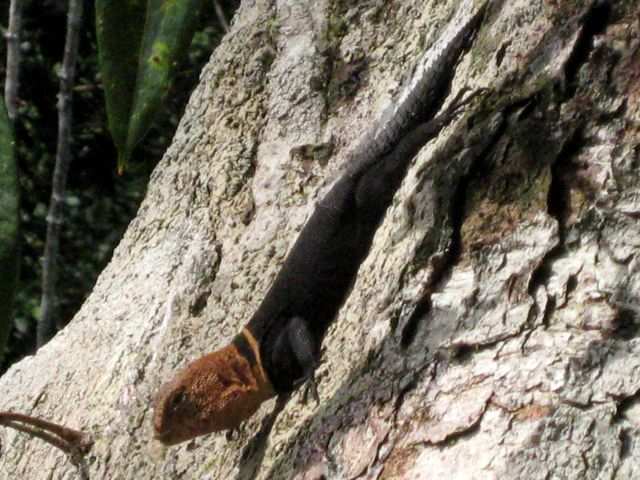